# Hewlett-Packard
Hewlett-Packard o HP és una empresa de tecnologies de la informació; fabrica i comercialitza maquinari i programari a més de brindar serveis d'assistència relacionats amb la informàtica. Té la seu a Palo Alto, Califòrnia i la companyia data de 1939. Originalment es dedicava a la fabricació d'instruments de mesura electrònica i de laboratori.

## Els inicis
Bill Hewlett i Dave Packard, es van graduar el 1934 a la universitat Stanford, i van crear la companyia en un garatge a Palo Alto. Es va crear oficialment l'1 de gener de 1939 amb una inversió de 538 dòlars. El nom de la companyia se'l van jugar a cara i creu i en Dave la va anomenar Hewlett-Packard.
El primer projecte reeixit va ser un oscil·lador d'àudio anomenat 200A. La sèrie va continuar fins a l'any 1972 amb el model 200AB. Cal dir d'aquest model que Walt Disney va comprar vuit models del 200B per fer proves on s'havia de projectar la pel·lícula Fantasia.
A mesura que HP anava creixent els creadors van establir una política de portes obertes, és a dir, oficines sense portes i cubicles oberts, per tal de crear una atmosfera de confiança.
En els inicis la companyia no estava centrada en cap sector concret, treballava en un ample ventall de productes electrònics per a la indústria i l'agricultura. Van començar a fer equipament electrònic de test i mesura d'alta qualitat, això va fer que els seus aparells arribessin a alts límits de mesura i precisió, per exemple els voltímetres o generadors de senyals d'HP tenien més funcionalitats que els dels seus competidors, i els voltímetres o amperímetres tenien entre 10 i 100 vegades més escalat en la mesura d'unitats. També es van centrar en la precisió i estabilitat liderant un ample ventall de comptadors de freqüència, voltímetres i termòmetres.

## Anys 50
En els anys 50 la companyia es trobava immersa en un procés de maduració i creixement, aprenent sobre la "nova" tecnologia electrònica i els efectes interns del creixement. El com i quan havia de créixer era un debat important en aquella època. La companyia va obrir-se al mercat de valors però se seguia mantenint el respecte vers els treballadors, donant fins i tot accions a aquests. El creixement de l'empresa va permetre la construcció de la nova seu central a Palo Alto. Així mateix també emprengué un camí cap a la globalització fabricant i venent a Europa.
La primera adquisició per part d'HP fou F.L. Moseley que es dedicava a l'enregistrament gràfic, d'aquesta manera HP entrà en el negoci dels plotters, precursor del negoci de les impressores.
Es descentralitzà l'empresa en grups independents econòmicament i responsables de fabricar i comercialitzar els seus propis productes, els grups eren d'unes 1500 persones i eren responsables del guanys i pèrdues, això permeté a la companya reaccionar més ràpidament als canvis externs.

## Anys 60
Tot i que HP no investigava activament en el camp dels semiconductors abans de la creació de Fairchild Semiconductor l'any 1957, es considera el fundador simbòlic del "Silicon Valley". L'any 1960 una divisió d'HP va començar a desenvolupar dispositius amb semiconductors per a ús intern. Les calculadores i els instruments van ser uns dels productes que van començar a usar-los.
L'any 1961 HP cotitzà a la borsa de Nova York per primer cop. També s'expengué al camp mèdic, que després es convertí en Agilent Technologies l'any 2000.
L'any 1963 entrà en el mercat asiàtic en una empresa compartida amb Yokogawa Electric Works. També aparegué el sintetitzador 5100A, que fou un dels instruments més complexos de la companya, unia tots els aparells de mesura en un de sol, i disposava d'una major exactitud.
L'any 1966 Hp creà el seu primer ordinador, el 2116A, concebut com un controlador d'instruments de la casa HP, per tal de controlar els instruments dels clients, es pot considerar una primera versió del plug-and-play, ja que podia connectar-se amb molts instruments a la vegada.
L'any 1967 fou la primera empresa estatunidenca que implantaren el concepte d'horari flexible, en què els empleats podien entrar i sortir abans o després sempre que es fessin les hores corresponents.
Aparegué la primera calculadora científica d'escriptori (HP 9100A) que emmagatzemava programes en targetes magnètiques i era capaç de calcular operacions molt complexes, sense haver d'accedir a computadores molt més grans.

## Anys 70

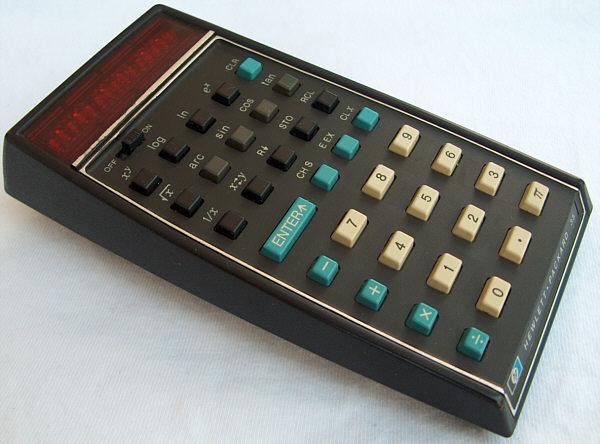
La calculadora HP-35

HP continuà amb la tradició de la innovació i crearen la primera calculadora científica de mà (HP-35) un producte nou que iniciava una nova era de computació portàtil i potent. També s'expandí cap a la xina i fou una dècada de gran creixement per HP, on en tres anys es duplicà el valor en vendes passant dels mil milions de dòlars als 2 mil milions. La gerència del funcionament passà a mans de John Young.
Es creà el primer ordinador d'ús general (HP 3000) que s'introduí en l'era del processament distribuït de dades. També crearen el primer instrument de canell (HP-01) una combinació de calculadora, calendari i rellotge, més petit que les calculadores de butxaca, i que podia fer més de tres dotzenes d'operacions per manipular i interrelacionar el temps, el calendari i les dades numèriques.

## Anys 80
HP es convertí en la primera companyia en la indústria dels ordinadors, amb una àmplia gamma de productes; ordinadors d'escriptori, ordinadors portàtils, potents minicomputadors… També uní els instruments electrònics, mèdics i analítics als seus ordinadors, per fer-los més ràpids.
En aquesta època entrà en el camp de les impressores amb el llançament d'impressores d'injecció de tinta amb preus baixos i de gran qualitat (ThinkJet) i la LaserJet, que va ser el producte amb més èxit de la companyia. La qualitat i la fiabilitat de les impressores van fer d'HP una marca reconeguda en aquest àmbit.
Al final de la dècada HP fou reconeguda pel seu passat com també pels avenços tècnics i els seus productes. Se celebraren els 50 anys de la companyia i es declarà el garatge on es va fundar la companyia edifici històric de Califòrnia.

## Anys 90

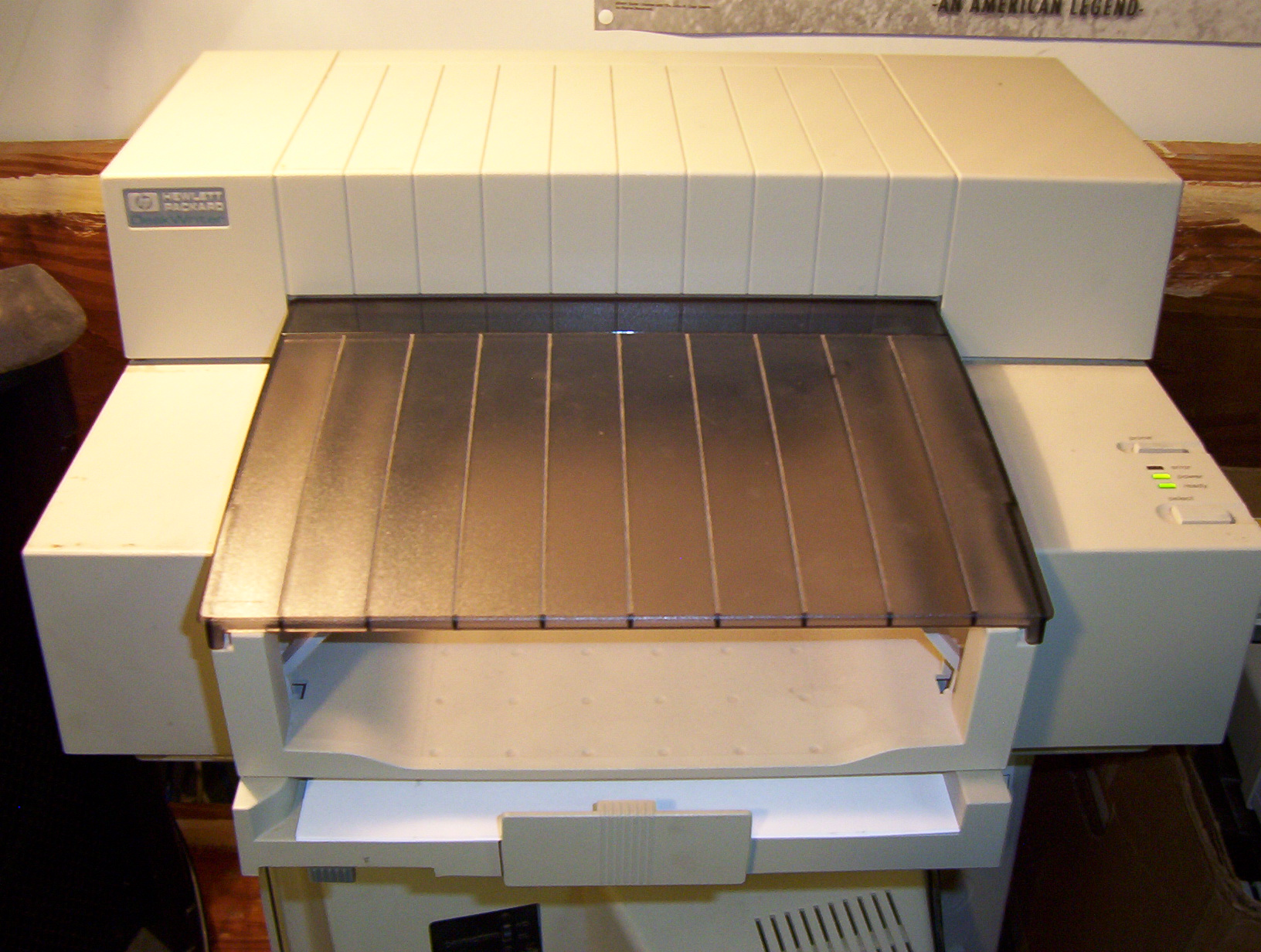
HP DeskWriter

HP fou una de les companyes que aconseguí unir tecnologies de mesura, computació i tecnologia, es feren nous avenços en els ordinadors portàtils i entrà en el mercat dels ordinadors personals, i continuà la línia d'investigació en impressores.

## Anys 2000

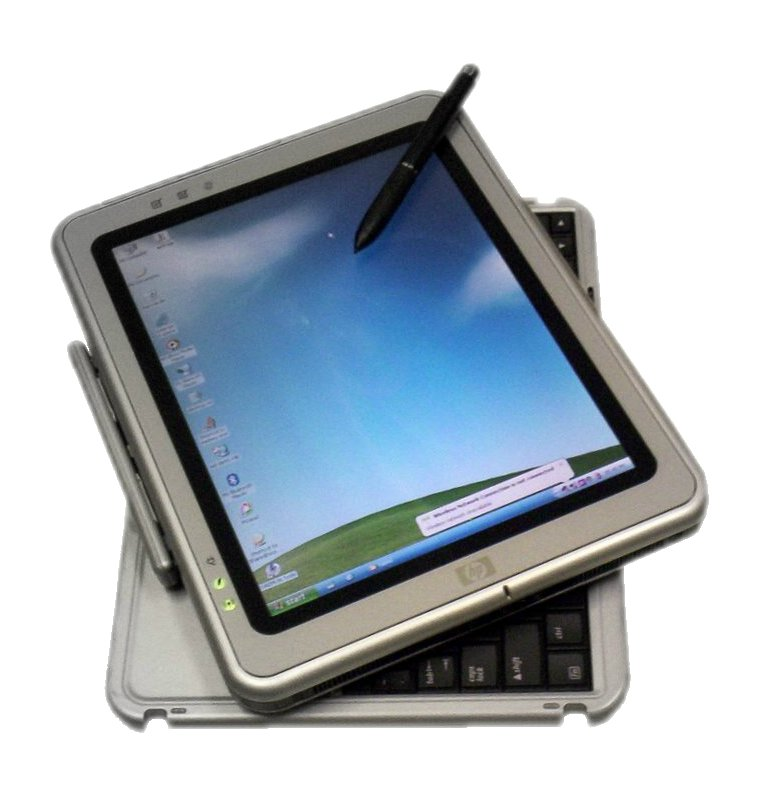
Tablet PC de HP

HP se centra a simplificar la tecnologia de cara als consumidors (tant dels usuaris domèstics com de les grans empreses), i amb una oferta de productes molt àmplia, que van de les impressores, els PC i les infraestructures en TI, HP es converteix en una de les companyes més grans en TI. L'any 2002 s'acaba la "fusió" amb Compaq, on la nova HP és el principal proveïdor de productes, tecnologies, solucions i serveis als consumidors i empresaris.
A final de l'any 2005 es va completar la restauració del garatge on es va fundar la companyia, al qual es va retornar l'aspecte original del 1939. A mitjan d'agost de 2011, HP va anunciar que deixava de produir aparells webOS i aparells portàtils.

## Tecnologia i productes
HP disposa d'una gran oferta de productes, impressores, càmeres digitals, calculadores, PDA's, servidors, Workstation, PC's…, no és només una companya de programari i maquinari sinó que també ofereix una ampla gamma de serveis, recolzats amb infraestructura.

### IPG Grup de creació d'imatges i impressió
Principal proveïdor d'impressores, escànners accessoris d'impressió, que proporciona solucions a un gran mercat, des de consumidors individuals fins a empreses grans, mitjanes i petites.
En aquest grup trobem els següents productes:
- Impressores de tinta i làsers amb els seus consumibles.
- Indigo Digital Press.
- Programari d'administració d'impressió.
- LightScribe tecnologia òptica que permet escriure amb làser les etiquetes dels disc (CD/DVD).

### Grup de Sistemes Personals
És la divisió de l'empresa en què trobem els productes dirigits i relacionats amb els PC com ara;
- PC, HP Pavilion, Compaq Presario i Voodoo Series.
- Workstation per unix, Linux i Windows.
- Ordinadors de mà (iPAQ Poquet PC).
- Entreteniment digital amb les unitats DVD+RW, HP movie Writer i HP Digital Entertainment Center.

### Grup de Solucions Tecnològiques
Agrupa els grups d'emmagatzemament i servidors d'empresa i Serveis i programari d'HP.

### HP labs
És la part d'investigació d'HP fundat el 1966, amb la funció d'investigar en noves tecnologies i crear nous mercats que van més enllà de les estratègies actuals d'HP, un exemple recent és el Memory spot chip.

## Associacions
HP contribueix en projectes de programari lliure com ara el Linux, i alguns empleats contribueixen activament i tenen responsabilitats en organitzacions de programari lliure, i d'altres hi participen com a voluntaris. HP també és coneguda en aquest món per oferir els controladors de la majoria de les seves impressores usant la llicència de documentació lliure de GNU. També treballa amb Microsoft i usa tecnologia dels majors venedors de programari i maquinari.

## Adquisicions
Algunes de les moltes adquisicions d'HP són les següents:
- - Data Sytems.
    - El van fer servir perquè els ajudés en el llançament de l'HP 2116 A

  - Apollo el 1989
  - Convex Computer el 1995
  - Verifone el 1997
  - Dazel Corporation el 1999
- 2001
  - Bluestone
- 2002
  - Indigo
  - Compaq
- 2003
  - PipeBeach
  - SelectAccess
- 2004
  - TruLogica
  - Novadigm
- 2005
  - CGNZ
  - Snapfish
  - ApplQ
  - Trustgenix
  - Peregrine Systems
- 2006 
  - OuterBay
  - Silverwire
  - Voodoo PC
  - Mercury Interactive
  - Knightsbrude Solutins
  - Bitfone
- 2007
  - Bristol Technology
  - Polyserve
  - Tabblo